# Белоцерковский, Григорий Яковлевич
Белоцерковский Григорий Яковлевич (род. 1945) — советский и белорусский актёр, Народный артист Беларуси (2014).

## Биография
Родился в 1945 году в Алтае в семье рабочего. В 1948 году семья переехала в Минск.
В 1969 году Г. Я. Белоцерковский окончил Белорусский государственный театрально-художественный институт.
С 3 января 1985 года работает в Могилёвском областном драматическом театре.

## Творчество
- «Вечер» А. Дударева — Мультик
- «Праздничный сон или женитьба Миши Бальзаминова» А. Н. Островского — Лукьян Лукьяныч Чебаков
- «Очень простая история» М. Ладо — Сосед
- «Костюмер» Р.Харвуда — Норман
- «В открытом море» С.Мрожека — Средний Обломок
- «Волшебник Изумрудного города» А. М. Волкова — Лев
- «Венчание» Ж.Ануя — Отец
- «Изобретальная возлюбленная» Лопе де Вега — Эрнандо
- «Люти+Капитан» А.Дударева — Капитан
- «Принцесса Турандот» К.Гоцци — Тимур
- «Воспоминание о Вавилоне» Е.Поповой — Лапушинский
- «Трёхгрошовая опера» Б.Брехта — Браун
- «Тартюф» Мольера — Оргон
- «Легенда о Машеке» С.Ковалева — Гвозд
- «Слепой, хромой и старая девушка» А.Никколаи — Либеро Бокка
- «Дон Хиль — зеленые штаны» Тирсо де Молина — Кинтано
- «Приходи и уводи» Н.Птушкиной — Старик

## Фильмография
- 1967 — И никто другой — приятель Юры
- 1974 — Мы — хлопцы живучие — Максим, участковый
- 1981 — Раскиданное гнездо — эпизод
- 1992 — Крест на земле и луна в небе — Павел Михайлович Третьяков, меценат

## Признание и награды
- 1988 — Заслуженный артист Белорусской ССР
- 1 июля 2005 — Почётная грамота Совета Министров Республики Беларусь — за высокое исполнительское мастерство, личный вклад в развитие и пропаганду белорусского театрального искусства[2].
- 2014 — Народный артист Беларуси[1]